# 双华镇
双华镇，是中华人民共和国广东省梅州市五华县下辖的一个乡镇级行政单位。

## 行政区划
双华镇下辖以下地区：
双华社区、黄径村、禾沙村、大陂村、双华村、矮畲村、富美村、军营村、冰塘村、苏区村、公平村、华东村、华南村、虎石村、华拔村、福全村和竹山村。